# مبین انرژی خلیج‌فارس
مبین انرژی خلیج‌فارس شرکت سهامی عام است که در زمینه پتروشیمی فعالیت دارد. شرکت مبین انرژی خلیج‌فارس به‌عنوان تولیدکننده سرویس‌های جانبی، تأمین‌کننده آب، برق، بخار، اکسیژن، نیتروژن و هوای فشرده و تصفیه‌کننده پساب‌های صنعتی مجتمع‌های پتروشیمی منطقه پارس جنوبی (عسلویه) فعالیت می‌کند. این شرکت در سال ۱۳۷۹ در شرکت ملی صنایع پتروشیمی ایران تصویب و به نام شرکت پتروشیمی مبین احداث گردید و در شهریور ۱۳۹۳ با نماد «مبین» به فهرست شرکت‌های بازار دوم بورس اوراق بهادار تهران وارد شد. این شرکت ۱۰۰٪ متعلق به شرکت صنایع پتروشیمی خلیج‌فارس بود که در تاریخ اردیبهشت ۹۴، هفت درصد آن در بازار بورس عرضه شد. پتروشیمی مبین با تغییر نام به مبین انرژی خلیج‌فارس و تصویب این موضوع در مجمع تیرماه ۱۳۹۸، در تلاش است تا با تغییر موضوع فعالیت و خارج شدن از گروه پتروشیمی‌ها، نرخ خوراک خود را کاهش دهد.

## مبین انرژی پردرآمدترین یوتیلیتی بورس
بررسی گزارش‌های عملکرد ماهانه شرکت‌های یوتیلیتی بورس، حاکی از آن است که درآمد مجموع سه شرکت یوتیلیتی در مردادماه با رشد حدود هفت درصدی از پنج هزار و 739 میلیارد تومان در تیرماه به 6 هزار و 127 میلیارد تومان رسیده است.